# Blåprickig grouper
Blåprickig grouper (Cephalopholis taeniops) är en fisk i familjen havsabborrfiskar som förekommer i östra Atlanten. 

## Utseende
Arten har en förhållandevis långsträckt kropp. Ryggfenan har 9 taggstrålar och 15 till 16 mjukstrålar, medan analfenan har 3 taggstrålar och 9 till 10 mjukstrålar. Bröstfenorna, som kan ha från 16 till 19 mjukstrålar, är längre än bukfenorna. Färgen är vanligen rödorange. Huvud, kropp och de mellersta fenorna har små, blå fläckar, med en horisontell, blå linje just under ögat. Det finns även en mera ovanlig färgform med svart grundfärg (fortfarande med blå markeringar). Fenornas yttre delar är mörka i färgen; ryggfenans mjuka del, analfenorna och stjärtfenan med en tunn, blåaktig kant. Längden kan som mest nå upp till 70 cm, även om de flesta individerna inte blir mycket mer än 40 cm långa.

## Vanor
Den blåprickiga groupern lever vid grunda, klippiga rev och sandiga bottnar på mellan 20 och 200 meters djup.

### Fortplantning
Arten är en hermafrodit som blir könsmogen som hona vid omkring 18 cm längd. Den byter sedan kön till hane. Det förefaller även existera individer som blir könsmogna först som hanar. Leken sker på fritt vatten.

## Betydelse för människan
Ett visst kommersiellt fiske av lokal betydelse bedrivs, främst med långrev och trål. Mest betydande fiskeområdet är Kap Verde, där man kring 2000 tog omkring 350 ton årligen.

## Utbredning
Utbredningsområdet omfattar östra Atlanten från Västsahara till Angola över Kap Verdeöarna, São Tomé- och Príncipeöarna. Den har också påträffats i Medelhavet.